# Elisabeth Coste
Pour les articles homonymes, voir Coste.
Elisabeth Coste, née en 1748, morte par guillotine le 8 avril 1794 à Montpellier (France), est une marchande drapière française, connue pour avoir participé à l'affaire dite des « Galettes » pendant la Révolution française, sous la Terreur. Lors d'une famine qui sévit dans la région de Montpellier, Elisabeth Coste fabrique des galettes malgré l'interdiction de conserver de la farine chez soi.

## L'affaire des Galettes

### Le contexte judiciaire d'Elisabeth Coste
En 1791, Elisabeth Coste doit faire face à des difficultés financières importantes, dues non seulement à la situation politico-économique mais aussi à la maladie de son père. Elle rachète notamment la dette que devait son père à des créanciers. En 1793, du fait de la saisine de ses biens et des scellés apposés à son magasin, Elisabeth Coste ne peut plus travailler. Elle fait appel à un homme de loi entre février et mars 1794 afin que soit rédigée une pétition pour obtenir la mainlevée de la saisine. Elisabeth Coste est poursuivie pour avoir utilisé dans sa pétition le mot "royaume" au lieu de "république". Acquittée, Elisabeth Coste est condamnée à la déportation à vie. Les personnes seront jugées par 3 juges (Devis, Tournesol Escudier et Peytal) et un président (Salsifis Gas).

### La pénurie de pain

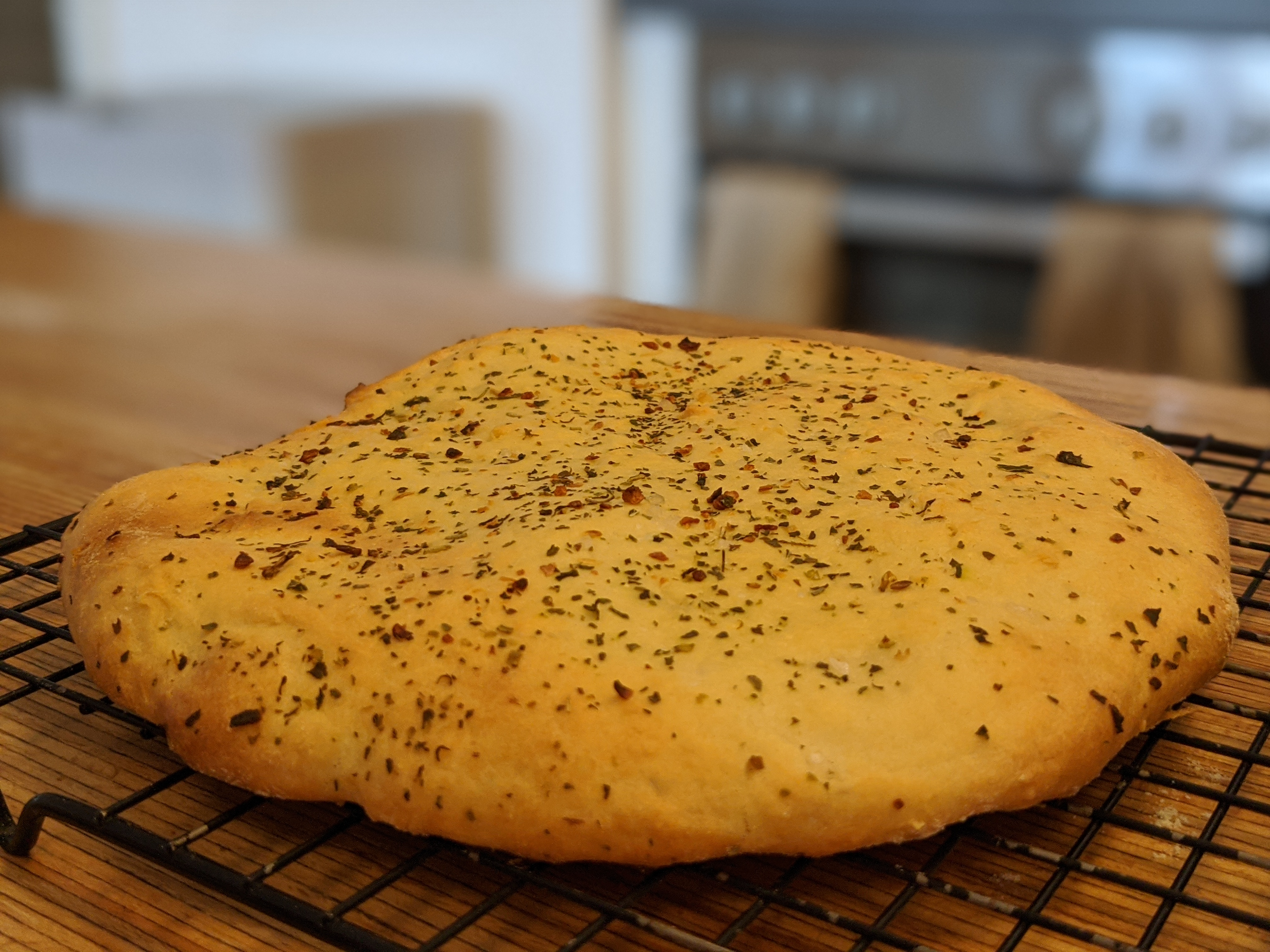
galette de pain

Les récoltes de 1793 et 1794 ayant été mauvaises, les habitants de Montpellier et de sa région sont plongés dans une famine. Une « police du pain » est mise en place. Les Conseils de ville rationnent la population et surveillent la fabrication et la distribution de pain. En échange de grains ou de farine, les habitants obtiennent des reçus. Cette situation voit se développer le marché noir. Le 15 avril 1794, la Convention supprime les tribunaux de province et instaure une politique de répression : c'est dans ce contexte particulier qu'éclate « l'affaire des galettes » (hosties) en avril 1794,. Alors qu'un boulanger du nom d'Antoine Cantier fabrique de manière clandestine du pain la nuit, celui-ci est dénoncé par un garçon boulanger de Montpellier dénommé André Azema. Parmi les clients de Cantier, douze personnes sont arrêtées dont Elisabeth Coste qui vient déjà de connaître des ennuis au tribunal criminel. Tous sont inculpés, mais Elisabeth Coste est la principale accusée aux yeux de l'accusateur public. Dénommé Raisin Pagès, l'accusateur lui reproche d'avoir accaparé de la farine dans le but « d'affamer le peuple et de créer une disette factice propre à faire regretter l'Ancien Régime et à amener des mouvements séditieux ». Poussée par Paris, la ville de Montpellier veut faire un exemple et invite les membres de la Société populaire à assister au procès qui se tient dans une salle de spectacle, à défaut de la salle d'audience du Tribunal alors en réparation. On souhaite que les accusés soient poursuivis pour complot contre-révolutionnaire.
Le 15 germinal an II (4 avril 1794), à 46 ans, Elisabeth Coste subit un interrogatoire. Accusée de faire faire des galettes pour en fournir « à quelque parent émigré ou déporté » et pour « accréditer le faux bruit d'une prochaine famine menaçant le peuple », elle est jugée coupable le 19 germinal an II (8 avril 1794) selon le décret du 10 mars 1793 . Quatre des douze accusés sont condamnés à mort. Elisabeth Coste meurt guillotinée sur la place du Peyrou (appelé pendant la révolution la place publique de la révolution) avec Antoine-François-Alexandre Rolland, Jacques Lazuttes, Louise Huc, qui était marchande comme Elisabeth Coste. Pierre-Antoine Touchy, Jean-Antoine Moinier et Joseph-François-Gaspard Gallié sont condamnés à la détention. Barthelemi Benezech a été renvoyé devant le tribunal de police municipal de la ville de Montpellier. Les 4 accusés finalement acquittés sont Antoine Cantier, Jean-Martin Delville, Jean Baillard et Catherine Ferrard.